# Château de la Bélinaye
Le château de la Bélinaye est un château situé dans la commune de Saint-Christophe-de-Valains, dans le nord-est du département français d'Ille-et-Vilaine, région Bretagne.

## Localisation
Le château se situe au sud-est du bourg de la commune de Saint-Christophe-de-Valains. Il se trouve sur une éminence dominant le ruisseau de Villée, à proximité de la route départementale D20.

## Historique
D'un premier château, remontant au XVe siècle, subsiste une salle comportant une cheminée en granit. La famille de La Belinaye a construit l'édifice actuel, en granit toujours, au début du XVIIe siècle, dans un style Louis XIII caractéristique. 
Le château fait l’objet d’une inscription au titre des monuments historiques depuis le 25 septembre 1968. Un Tulipier de Virginie (Liriodendron tulipifera), rapporté de la guerre d'Indépendance américaine, était également classé sur « tout critère » depuis l'arrêté du 4 mars 1943 jusqu'à sa mort en 1969,.

## Description et architecture
Le château est construit en granit, sur une base surélevée par rapport à la cour d'honneur (façade est). Un escalier à doubles volées en U mène à la porte d'entrée, percée dans un haut corps de bâtiment central qui est coiffé d'un toit en carène à quatre pans, lui-même couronné d'un double lanternon. Deux pavillons de longueur inégale forment les ailes. Les fenêtres sont sommées de frontons triangulaires, tandis que les lucarnes se découpent en arc-de-cercle sur le toit. Les chaînes de pierre harpées, aux angles et aux ouvertures, présentent un bossage à chanfrein.
La cour est ceinte d'une balustrade en surplomb sur le parc.
La façade ouest présente plusieurs corps de bâtiment, sans décor.